# Петров-Бирюк, Дмитрий Ильич
 Дмитрий Ильич Петров (Бирюк) (1900 — 1977) — русский советский писатель.

## Биография

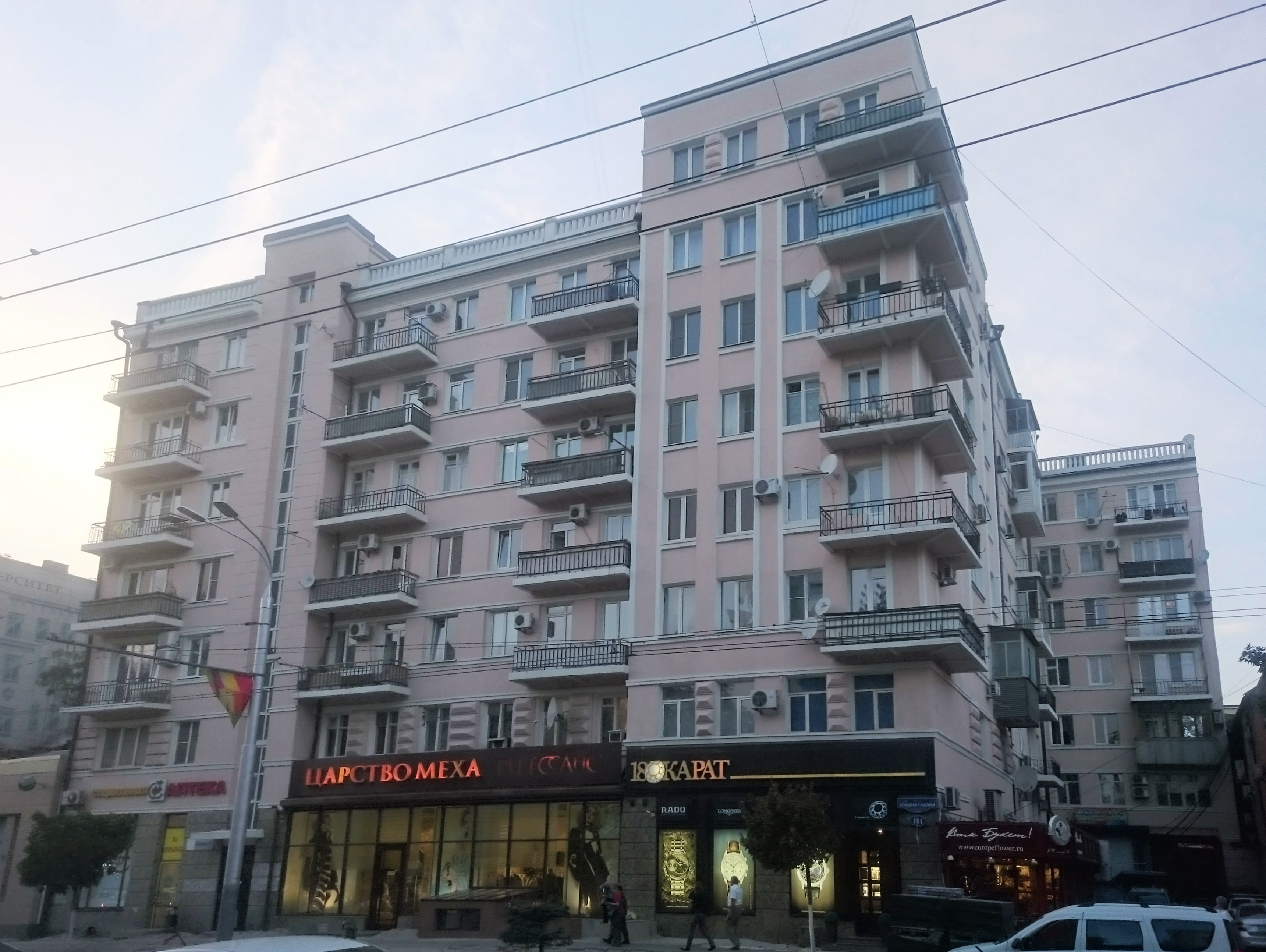
Дом, в котором жил Д.И. Петров (Бирюк)

Родился в казачьей семье в станице Аннинской Хопёрского округа Области войска Донского, где провёл детство и отрочество. Мать умерла, когда ему было 7 лет. К семи годам он уже самостоятельно читал и писал. Учиться в школе начал поздно, поэтому станичное двухклассное училище, рассчитанное на пять лет обучения, он закончил лишь в 1915 году. Отец Дмитрия женился второй раз на казачке из хутора Лысогорского и переехал с сыном к жене. Юность и молодость Дмитрия прошли в хуторе Лысогорском.
Участник Гражданской войны. В 1918 году вступил в красногвардейскую дружину, а затем стал бойцом 2-го пехотного казачьего советского полка.
Учился в Литературном институте имени Горького. Впервые как писатель заявил о себе в 1925 году очерками о новой деревне. Печатался сначала под псевдонимом Бирюк, принятым в честь деда по матери, фамилия которого была Бирюков. Затем стал подписываться Петров (Бирюк).
В 1932 году поселился в Ростове-на-Дону, где долгое время работал в книгоиздательстве редактором. 
Арестован 5 июля 1938 года и 3 декабря 1939 года осуждён военная прокуратурой Северо-Кавказского ВО по ст. 58-2, 10, 11, 19; 58-7, 8 УК РСФСР. Вскоре дело было прекращено.
Создал такие произведения, как: трилогия «Сказание о казаках», «Дикое поле», «Кондрат Булавин», «Сыны степей донских», «Братья Грузиновы», «Иван Турчанинов», «Юг в огне», «Перед лицом Родины».
Скончался Москве 2 февраля 1977 года. Похоронен на Кунцевском кладбище.

## Творчество
- Колхозный Хопер. — М. : Изд-во газ. «Крестьянская газета», 1931. — 56 с.: ил.— (Б-ка колхозного опыта).
- На Хопре: [роман] / Азово-Черномор. оргком. Союза совет. писателей; [ил.: С. Корольков]. — Ростов-на-Дону: Азово-Черномор. краев. книгоизд-во, 1934. — 277, [3] с., 8 вкл. л. ил. и портр.
- Казаки. [Кн. 1. / ил.: С. Корольков]. — Ростов-на-Дону: Азчериздат, 1935. — 340 с.
- Рассказы о казаках. — Ташкент: Госиздат УзССР, 1943. — 52 с.
- Шелковая рубашка: рассказы. — Ростов-на-Дону: Кн. изд-во, 1944. — 55 с.
- Сказание о казаках (кн. 1-3, 1935—1951) — трилогия. Выходила в свет с 1935 по 1951 год двенадцать раз.
- Дикое поле: ист. роман. [В 2-х кн.]. — Ростов-на-Дону: Ростиздат, 1945. — Кн. 1. — 216 с.; Кн. 2. — 164 с.
- Сказка про льва / [ил.: К. Кащеев]. — Ростов-на-Дону, 1948. — [8] с.: ил.— (Рост. произв.-творч. кооп. т-во работников изобразит. искусства).
- Филимон: [рассказы]. — М. : Воениздат, 1965. — 48 с.: ил.— (Глав. полит. упр. Сов. Армии и Воен.-Мор. Флота. Б-чка журн. «Советский воин»; № 1/500/).
- Сыны степей донских: исторический роман / [ил.: Н. Драгунов]. — Ростов-на-Дону: Рост. кн. изд-во, 1953. — 288 с., 4 л. ил.
- По странам Европы: путевые впечатления. — Ростов-на-Дону: Кн. изд-во, 1957.— 92 с.
- Юг в огне (1957); Перед лицом Родины (1963) — дилогия о Гражданской войне.
- История моей юности: повесть. — Ростов-на-Дону: Кн. изд-во, 1962. — 248 с.
- Перед лицом Родины: Роман. — Москва: Советская Россия, 1963. — 384 с.
- Братья Грузиновы: исторический роман. В 2-х ч. — М.: Московский рабочий, 1969. — 311с.
- Бахмутская вольница: историческая повесть. — Донецк: Донбасс, 1970. — 174 с.
- Грозный Дон: Народная драма в 3 д., 12 карт. / Дм. Петров (Бирюк); Отв. ред. Т. Чеботаревская. — Москва: ВУОАП, 1970. — 75 л.
- Кондрат Булавин: роман. — Москва: Художественная литература, 1970. — 496 с.
- Сыны степей донских: избранные произведения. — Москва: Воениздат, 1970. — 560 с.
- Иван Турчанинов: роман. — М. : Московский рабочий, 1973. — 262 с.
- Сказание о казаках: трилогия. — Москва: Воениздат, 1973. — 854 с.
- Степные рыцари: историческая повесть / Д. И. Петров (Бирюк); худож. Д. С. Хайкин. — Москва: Детская литература, 1974. — 158 с.

## Награды
В 1970 году награждён орденом «Знак Почета».

## Память
В 2011 году Староаннинской сельской библиотеке присвоено имя Дмитрия Ильича Петрова (Бирюка).